# 桂山駅
座標: 北緯37度32分35.99秒 東経126度43分42.68秒 / 北緯37.5433306度 東経126.7285222度
桂山駅（ケサンえき）は、大韓民国仁川広域市桂陽区にある仁川交通公社1号線の駅である。駅番号は(I114)。

## 駅構造
- 相対式ホーム2面2線の地下駅。

## 駅周辺
- 京仁女子大学
- 桂山1洞住民センター
- 桂山2洞住民センター
- 桂山3洞住民センター
- 桂山高等学校
- 桂山国民体育センター
- 桂山郵便局
- 桂山119安全センター
- 桂陽農協
- 桂陽文化会館
- 桂陽予備軍訓練場
- 西仁川税務署
- 水協
- 安南中学校
- 仁川広域市桂陽図書館
- 仁川富平初等学校
- 仁川安山初等学校
- 主夫吐路（朝鮮語版）

## 歴史
- 1999年10月6日 - 開業[1]。

## 隣の駅
仁川交通公社
●1号線
林鶴駅 (I113) - 桂山駅 (I114) - 京仁教大入口駅 (I115)